# Cerimònia d'inauguració

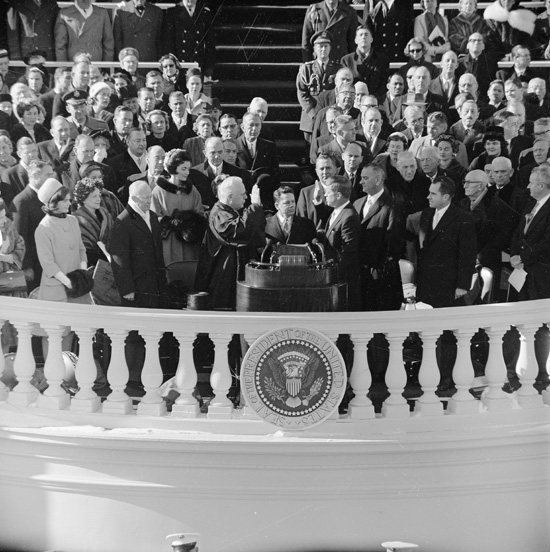
Inauguration de John Fitzgerald Kennedy, 20 de gener de 1961

Una cerimònia d'inauguració és una cerimònia formal per marcar el començament del mandat d'un líder. Durant la cerimònia és preceptiu un "discurs inaugural", que informa la gent de les seves intencions com a líder. Les inauguracions polítiques es mostren de vegades com a cerimònies fastuoses, en què el polític públicament pren jurament davant d'una gran multitud d'espectadors. La cerimònia equivalent en una monarquia seria una coronació o entronització. A part de les inauguracions personals, el terme també es pot referir a l'obertura oficial o començament d'una institució o estructura, per exemple la inauguració d'un pas fronterer. L'origen històric de la paraula "inauguració" prové del llatí àugur, que es refereix als rituals dels sacerdots de l'antiga roma per interpretar si era la voluntat dels déus que un funcionari públic es considerés digne per assumir el càrrec.